# Liste der Kulturdenkmäler in Werschau
Die folgende Liste enthält die in der Denkmaltopographie ausgewiesenen Kulturdenkmäler auf dem Gebiet des Ortsteils Werschau der Gemeinde Brechen, Landkreis Limburg-Weilburg, Hessen.
Hinweis: Die Reihenfolge der Denkmäler in dieser Liste orientiert sich an der Anschrift, alternativ ist sie auch nach der Bezeichnung, der vom Landesamt für Denkmalpflege vergebenen Nummer oder der Bauzeit sortierbar.
Kulturdenkmäler werden fortlaufend im Denkmalverzeichnis des Landes Hessen durch das Landesamt für Denkmalpflege Hessen auf Basis des Hessischen Denkmalschutzgesetzes (HDSchG) geführt. Die Schutzwürdigkeit eines Kulturdenkmals hängt nicht von der Eintragung in das Denkmalverzeichnis des Landes Hessen oder der Veröffentlichung in der Denkmaltopographie ab.

| Bild                                      | Bezeichnung                               | Lage                                                        | Beschreibung | Bauzeit                | Objekt-Nr. |
| ----------------------------------------- | ----------------------------------------- | ----------------------------------------------------------- | ------------ | ---------------------- | ---------- |
| Alte Rathausschule                        | Alte Rathausschule                        | Hauptstraße 17 LageFlur: 1, Flurstück: 75                   |              | Anfang 19. Jahrhundert | 50939 DDB  |
| Alte Schmiede                             | Alte Schmiede                             | Am Berg 7 LageFlur: 2, Flurstück: 192                       |              | 1825 bis 1875          | 50940 DDB  |
| Bild gesucht BW                           | Bildstock                                 | Ohne Anschrift LageFlur: 3, Flurstück: 41                   |              | 1758                   | 50941 DDB  |
| Kath. Pfarrkirche St. Georg und Pfarrhaus | Kath. Pfarrkirche St. Georg und Pfarrhaus | Hauptstraße 10 und 12 LageFlur: 1, Flurstück: 1, 2          |              | 1744                   | 50942 DDB  |
| Bild gesucht BW                           | Bildstock (Votivtafel)                    | Dauborner Straße o. Nr. (L 3022) LageFlur: 5, Flurstück: 38 |              | 1787                   | 50943 DDB  |